# Łąkówka skalna
Łąkówka skalna (Neophema petrophila) – gatunek średniej wielkości ptaka z podrodziny dam (Loriinae) w obrębie rodziny papug wschodnich (Psittaculidae). Występuje na południowym i południowo-zachodnim wybrzeżu Australii. Nie jest zagrożony.

## Systematyka
Łąkówka skalna została po raz pierwszy opisana jako Euphema petrophila przez angielskiego ornitologa Johna Goulda. Opis ukazał się w 1841 roku na łamach „Proceedings of the Zoological Society of London”. Jako miejsce typowe autor wskazał Australię Zachodnią. Obecnie gatunek ten umieszczany jest w rodzaju Neophema.
IOC wyróżnia dwa podgatunki:
- N. p. petrophila (Gould, 1841)
- N. p. zietzi (Mathews, 1912)

## Morfologia
Na głowie pas pomiędzy oczyma ciemnoniebieski z lekkim obrzeżeniem bladoniebieskim; reszta głowy i górnych partii ciała brązowawo-oliwkowa, na piersi bardziej szara i przechodząca w żółtą na reszcie ciała; centralne i zewnętrzne pióra lotne ciemnoniebieskie; ogon ciemnoniebiesko-oliwkowy, z żółtym obrzeżem. Samice są bardziej matowe.
Długość ciała dorosłych osobników 22 cm, masa ciała 47–54 g.

## Zasięg występowania
Łąkówka skalna występuje na południowym i południowo-zachodnim wybrzeżu Australii. Poszczególne podgatunki zamieszkują:
- N. p. petrophila – południowo-zachodnia i południowa Australia Zachodnia
- N. p. zietzi – południowo-środkowa i południowo-wschodnia Australia Południowa

## Pożywienie

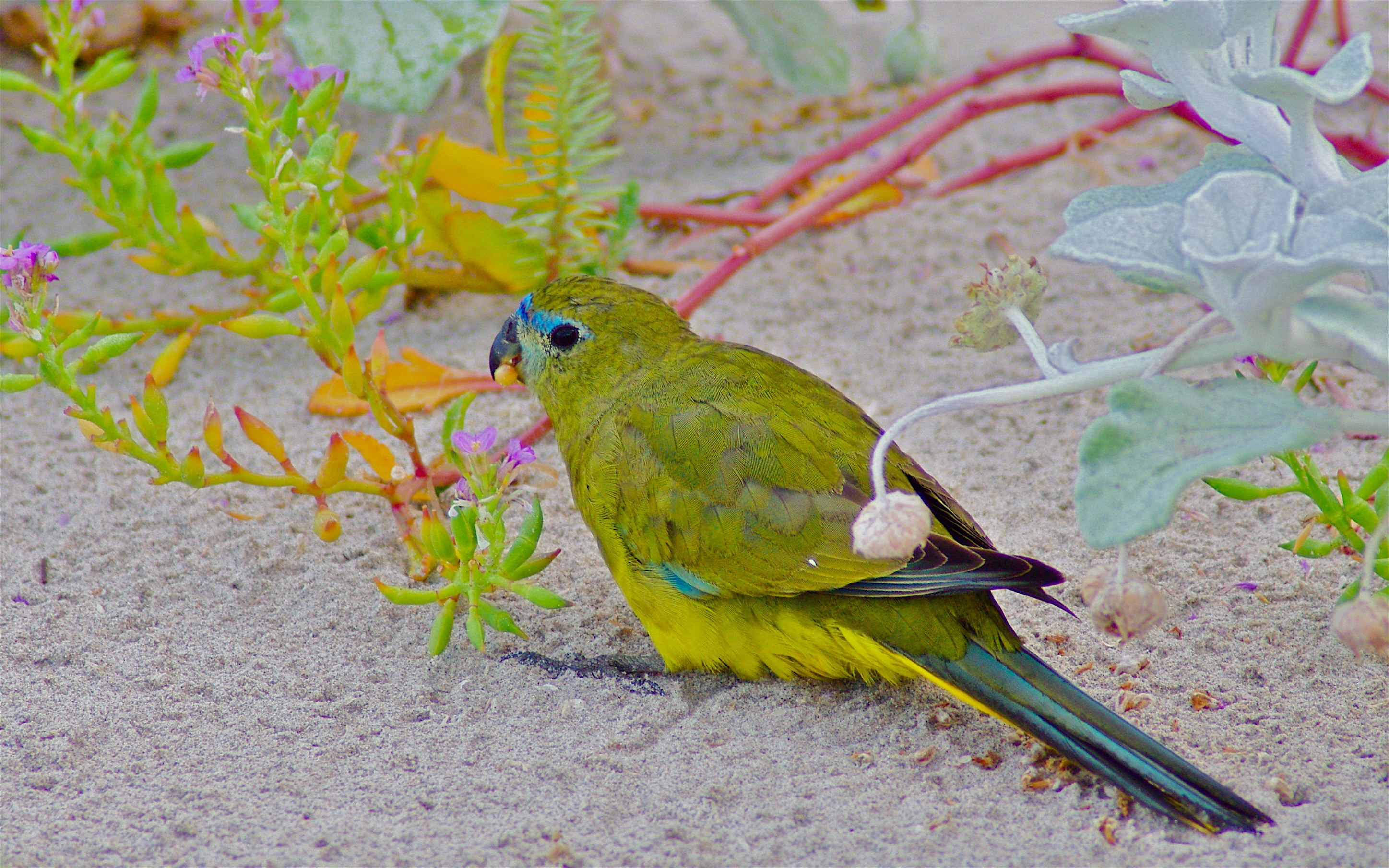
Żerująca łąkówka skalna

Dieta łąkówki skalnej składa się głównie z nasion i owoców traw, krzewów i halofitów.

## Rozmnażanie
Okres lęgowy: sierpień – grudzień.

Gniazdo: gniazdo w szczelinie w niskim klifie, skale lub nawisie, gdzie wejścia ukryte są za zasłoną z roślinności.

Jaja: 4–5.

Wysiadywanie: około 18 dni.

Pisklęta: opuszczają gniazdo po około 30 dniach od wyklucia.

## Status zagrożenia i ochrona
Międzynarodowa Unia Ochrony Przyrody (IUCN) uznaje łąkówkę skalną za gatunek najmniejszej troski (LC – Least Concern). Liczebność populacji nie została oszacowana, ale ptak ten opisywany jest jako zazwyczaj pospolity. BirdLife International ocenia trend liczebności populacji jako spadkowy ze względu na drapieżnictwo gatunków inwazyjnych.
Gatunek ten jest ujęty w II załączniku konwencji waszyngtońskiej (CITES).